# Theodore G. Jenes Jr.

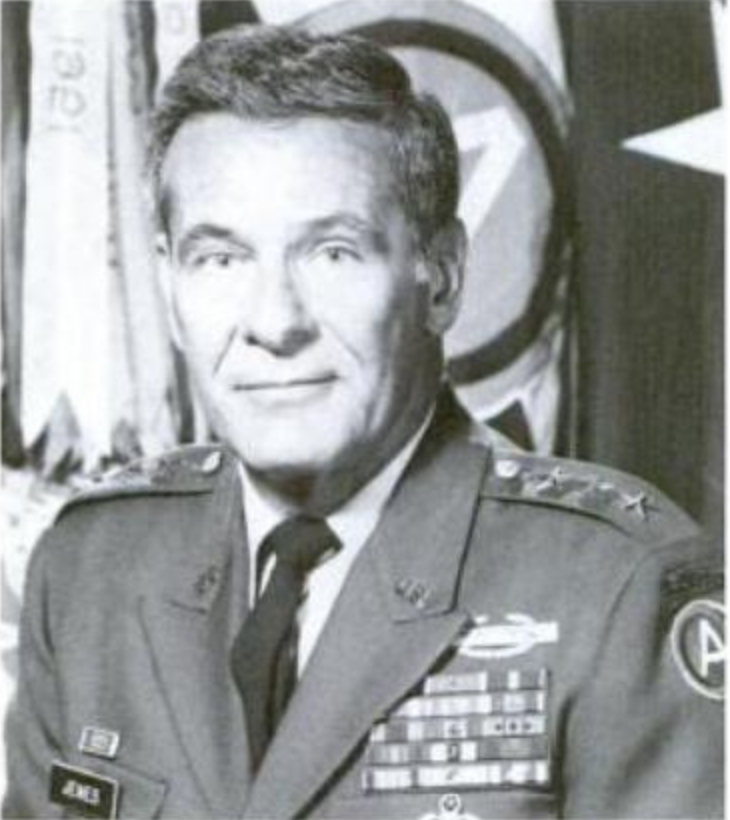
Theodore G. Jenes Jr.

Theodore George Jenes Jr. (* 21. Februar 1930 in Portland, Multnomah County, Oregon; † 2. Mai 2023 in Shoreline, King County, Washington) war ein Generalleutnant der United States Army. Er war unter anderem Kommandeur der 4. Infanteriedivision und der 3. Armee.
Theodore Jenes Jr. war ein Sohn von Theodore Jenes Sr. und dessen Frau Mabel Jenes. Er besuchte die öffentlichen Schulen in Seattle einschließlich der dortigen Lincoln High School. Danach begann er ein Studium an der University of Washington. Angesichts des Koreakriegs trat er im Jahr 1951 als einfacher Soldat dem US-Heer bei. Über die Officer Candidate School gelangte er im Jahr 1953 in das Offizierskorps des US-Heeres. Dort wurde er als Leutnant der Infanterie zugeteilt. In der Armee durchlief er anschließend alle Offiziersränge vom Leutnant bis zum Drei-Sterne General.
Im Lauf seiner militärischen Karriere absolvierte Theodore Jenes verschiedene Kurse und Schulungen. Dazu gehörten unter anderem der Basic Infantry Officer Course, der Advanced Infantry Officer Course, das Command and General Staff College, das Armed Forces Staff College und das Air War College der United States Air Force.
Im Lauf seiner militärischen Karriere absolvierte er den für Offiziere in den jeweiligen Rangstufen üblichen Dienst in unterschiedlichen Einheiten und Standorten. Dazu gehörten auch Aufgaben als Stabsoffizier in verschiedenen Hauptquartieren, darunter das Heeresministerium. Zu seinen Auslandseinsätzen zählten unter anderem Südkorea und Deutschland. In Deutschland bekleidete er verschiedene Aufgaben bei der 8. Infanteriedivision. Dabei brachte er es bis zu deren Stabschef. In Südkorea kommandierte er unter anderem eine Brigade der 2. Infanteriedivision.
Nach seiner Zeit in Südkorea war Jenes stellvertretender Kommandeur des United States Army Training Centers in Fort Dix in New Jersey. Anschließend kommandierte er die 172. Infanteriebrigade in Alaska. Danach war er stellvertretender Kommandeur der Militär- und Schulungsgarnison Fort Leavenworth in Kansas.
Am 30. Juli 1982 übernahm Theodore Jenes als Nachfolger von John W. Hudachek das Kommando über die 4. Infanteriedivision. Damit war auch das Kommando über den Militärstandort Fort Carson, wo sich das Divisionshauptquartier befand, verbunden. Er behielt dieses Kommando bis zum 14. April 1984 als G. T. Bartlett seine Nachfolge antrat.
Nach seiner Zeit als Divisionskommandeur erhielt Jenes am 4. Mai 1984 das Kommando über die 3. Armee, die dem United States Central Command unterstellt ist. In dieser Funktion löste er William J. Livsey ab. Er behielt dieses Kommando bis zum 30. September 1987 als Andrew P. Chambers seine Nachfolge antrat. Anschließend schied er aus dem aktiven Militärdienst aus.
Nach seiner Pensionierung war Theodore Jenes für einige Jahre Leiter des Seattle Tennis Clubs. Er starb am 2. Mai 2023 und wurde auf dem Washelli Cemetery in Seattle beigesetzt.

## Orden und Auszeichnungen
Theodore Jenes erhielt im Lauf seiner militärischen Laufbahn unter anderem folgende Auszeichnungen:
- Army Distinguished Service Medal
- Legion of Merit
- Bronze Star Medal
- Meritorious Service Medal
- Air Medal
- Army Commendation Medal